# Space Jam: Noves llegendes
Space Jam: Noves llegendes (títol original: Space Jam: A New Legacy) és una pel·lícula estatunidenca de comèdia que combina animació i imatge real. És una seqüela de Space Jam (1996) en què apareixen els personatges de Looney Tunes i, en els papers d'imatge real, el jugador de bàsquet LeBron James, juntament amb Don Cheadle, Khris Davis i Sonequa Martin-Green.
El film es va estrenar als Estats Units el 16 de juliol del 2021 i doblat al català el 23 de juliol del mateix any. El 23 de setembre de 2022 es va incorporar el doblatge en català a la plataforma HBO Max.

## Argument
L'estrella de l'NBA LeBron James i el seu fill petit Dom (Cedric Joe), que vol ser desenvolupador de videojocs, queden atrapats en un espai virtual governat per una intel·ligència artificial autoritària anomenada Al-G Rhythm (Don Cheadle). Després que capturin en Dom, en LeBron l'ha de salvar tot ajudant en Bugs Bunny, l'Ànec Daffy, en Porky Pig, la Lola Bunny i altres Looney Tunes a guanyar un partit de bàsquet contra els jugadors virtuals creats per Al-G Rhythm.

## Repartiment
- LeBron James com a ell mateix, també en la seva forma de dibuix animat.
- Alex Huerta com al LeBron James jove.
- Don Cheadle com a Al-G Rhythm.
- Sonequa Martin-Green com a Kamiyah James, esposa de LeBron (basada en Savannah James).
- Cedric Joe com a Dominic "Dom" James, fill petit de LeBron (basat en Bryce James).
- Ceyair J. Wright com a Darius James, fill gran de LeBron (basat en LeBron "Bronny" James Jr.).
- Harper Leigh Alexander com a Xosha James, filla de LeBron (basada en Zhuri James).